# Metalobosia varda
Metalobosia varda är en fjärilsart som beskrevs av William Schaus 1896. Metalobosia varda ingår i släktet Metalobosia och familjen björnspinnare. Inga underarter finns listade i Catalogue of Life.